# Communauté de communes de la Petite Woëvre
Die Communauté de communes de la Petite Woëvre ist ein ehemaliger französischer Gemeindeverband (Communauté de communes) im Département Meuse und der Region Lothringen. Er wurde am 27. Dezember 2001 gegründet und zum 1. Januar 2013 aufgelöst, als er zusammen mit dem Gemeindeverband Pays de Vigneulles lès Hattonchâtel zum neuen Gemeindeverband Côtes de Meuse - Woëvre fusionierte. Der Sitz des Verbandes befand sich in Apremont-la-Forêt.

## Ehemalige Mitgliedsgemeinden
| Code Insee | Gemeinde                    | Kanton       |
| ---------- | --------------------------- | ------------ |
| 55 012     | Apremont-la-Forêt           | Saint-Mihiel |
| 55 062     | Bouconville-sur-Madt        | Saint-Mihiel |
| 55 085     | Broussey-Raulecourt         | Saint-Mihiel |
| 55 196     | Frémeréville-sous-les-Côtes | Commercy     |
| 55 258     | Geville                     | Commercy     |
| 55 212     | Girauvoisin                 | Commercy     |
| 55 270     | Lahayville                  | Saint-Mihiel |
| 55 303     | Loupmont                    | Saint-Mihiel |
| 55 353     | Montsec                     | Saint-Mihiel |
| 55 412     | Rambucourt                  | Saint-Mihiel |
| 55 431     | Richecourt                  | Saint-Mihiel |
| 55 460     | Saint-Julien-sous-les-Côtes | Commercy     |
| 55 528     | Varnéville                  | Saint-Mihiel |
| 55 586     | Xivray-et-Marvoisin         | Saint-Mihiel |

## Quelle
- Le SPLAF - (Website zur Bevölkerung und Verwaltungsgrenzen in Frankreich (frz.))